# Fantôme (bière)
Vous pouvez aider à l'améliorer ou bien discuter des problèmes sur sa page de discussion.
- Il ne cite pas suffisamment ses sources. Vous pouvez indiquer les passages à sourcer avec {{référence nécessaire}} ou {{Référence souhaitée}}, et inclure les références utiles en les liant aux notes de bas de page. (Marqué depuis avril 2021)
- Il contient une ou plusieurs listes. Le texte gagnerait à être rédigé sous la forme d’un ou plusieurs paragraphes synthétiques, afin d’être plus agréable à lire. (Marqué depuis avril 2021)

- Archive Wikiwix
- Bing
- Cairn
- DuckDuckGo
- E. Universalis
- Gallica
- Google
- G. Books
- G. News
- G. Scholar
- Persée
- Qwant
- (zh) Baidu
- (ru) Yandex
- (wd) trouver des œuvres sur Wikidata

La Fantôme est une bière belge brassée à Soy dans la commune d'Érezée en province de Luxembourg.

## Situation
La Fantôme est brassée au centre du village de Soy à la limite de la Calestienne et de l'Ardenne. La brasserie Fantôme se trouve dans une ancienne fermette en pierre calcaire située au n°8 de la rue Préal le long de la N.807 à 5 km de Hotton et d'Érezée.

## Historique
La brasserie Fantôme a été fondée en 1988 par Dany Prignon et son père.
Le nom Fantôme provient de la légende de Berthe de La Roche qui hante le château de La Roche-en-Ardenne situé dans la région.
Depuis l'origine, cette brasserie veut aussi jouer un rôle social et dynamique dans la vie de la région à travers plusieurs manifestations locales. La "Confrérie de la Fantôme" se charge de la promotion de la région.

## Bières
La Brasserie Fantôme produit et commercialise trois bières classiques ainsi que quatre bières de saison. Elles sont conditionnées en bouteilles de 75 cl.
- La Fantôme  est une bière blonde de 8 % d'alcool. Cette bière est douce et fruitée.
- La Fantôme chocolat est une bière ambrée titrant 8.5 % alcool créée en collaboration avec une chocolaterie locale.
- La Fantôme Spéciale Noël est une bière de couleur brun foncé titrant 10 % d'alcool.
- La brasserie produit aussi une bière par saison appelée Saison d'Érezée. Ces bières titrent de 6 à 9 % d'alcool et peuvent être aromatisées avec du tilleul, de la camomille, du jus de pomme, ou encore du genévrier.

Il existe aussi d'autres bières brassées occasionnellement comme la Pissenlit, la Black Ghost, la Brise Bonbons ou la Destinée ainsi que des bières à façon produites en quantité limitée pour des événements locaux.

## Source et liens externes
- Site officiel de la bière Fantôme